# Bøf (mad)
 For alternative betydninger, se Bøf. (Se også artikler, som begynder med Bøf)
 Denne artikel bør gennemlæses af en person med fagkendskab for at sikre den faglige korrekthed.

Bøf (fra fransk bœuf, oksekød, eller steak) er et stykke tilberedt okse- eller hestekød. Det steges og krydres ofte med salt og peber. Bøf kan steges på pande eller i ovn.
Anrettes bøffen med løg, kaldes den engelsk bøf; med maître d'hôtelsmør fransk bøf.
Den benævnes efter tilbehøret: 
bøf à la béarnaise med bearnaisesovs
Bøf tatar er skrabet (eller hakket) råt kød, der anrettes med rå æggeblomme, løg, kapers o.a. Kødet kan også steges let
Oksekotelet er en tyk skive højreb med ben. Kødet er brunet på pande og ofte stegt færdigt i ovn
Bøf à la mode er et større stykke skært oksekød, der er spækket med ferske spækstrimler dyppet i salt og krydderier. Det braiseres under låg ved svag ild, mens det dryppes med vin eller øl
Råvaren kommer fra koen. Specielle kødkvægracer er
- Angus
- Charolais
- Hereford
- Limousine
- Simmental

Det er en myte, at kødet bevarer sin saft ved bruning. Det er ikke korrekt, for kød mister saft ved den høje temperatur. Bruning giver imidlertid en stegeskorpe med rig smag pga. Maillard-reaktionen. Bruner man kødet, behøver det kortere tilberedningstid. Det tørrer ikke ud og bliver saftigere.
Nogle gange anvendes såkaldte steakknive som bestik til bøf. Steakknive er skarpere end almindelige bordknive.
Hakkebøf fremstilles af hakket bøfkød og svarer til engelsk hamburger (steak).